# 삼성 갤럭시 버디

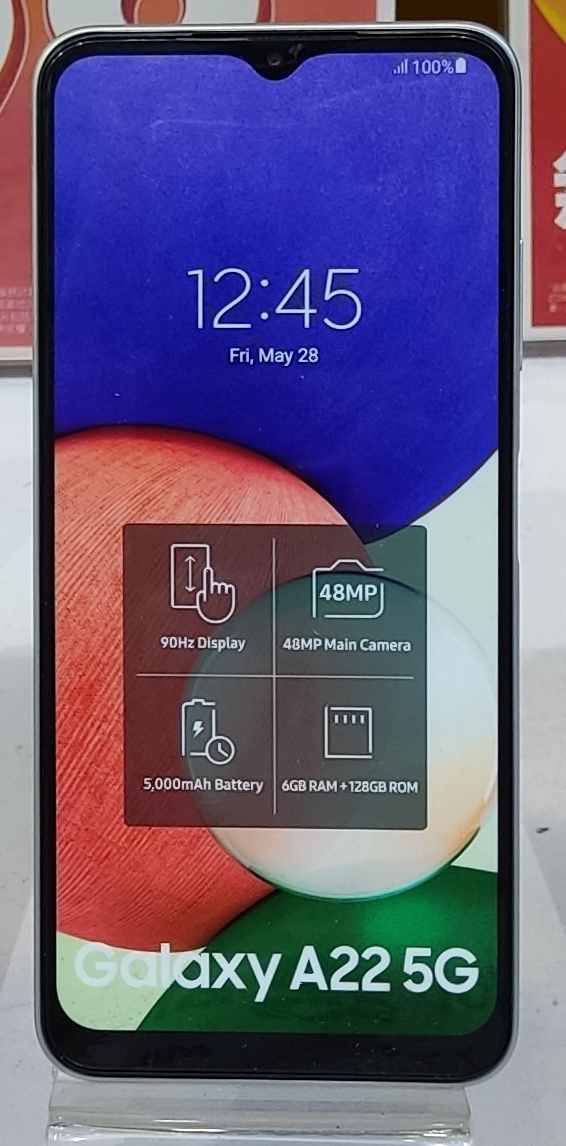

삼성 갤럭시 버디는 삼성 갤럭시 A22의 5G 버전이다. 삼성전자가 2021년 6월에 출시한 스마트폰이며 국내에는 LG U+를 통해 출시되었다. One UI Core를 구동하는 스마트폰 최초로 5G가 탑재되었다.

## 삼성 갤럭시 A22와 다른점
- 삼성 페이를 지원한다.
- OIS 기능이 탑재되지 않았다.
- 5G를 지원한다.
- 갤럭시 A22는 인피니티 U 디스플레이이지만 갤럭시 버디는 인피니티 V 디스플레이이다.
- 갤럭시 A22는 쿼드 카메라이지만 갤럭시 버디는 트리플 카메라이다.

## 같이 보기
- 삼성 갤럭시 A 시리즈